# Lagoa de Velhos
Lagoa de Velhos est une municipalité brésilienne située dans l'État du Rio Grande do Norte.